# Гармата Алехіна
|   | a | b | c | d | e | f | g | h |   |
| 8 | b8 чорна тура · f8 чорний король · a7 чорний пішак · c7 чорна тура · d7 чорний ферзь · e7 чорний кінь · g7 чорний пішак · a6 білий пішак · b6 чорний пішак · c6 чорний кінь · e6 чорний пішак · h6 чорний пішак · b5 білий слон · d5 чорний пішак · e5 білий пішак · f5 чорний пішак · b4 білий пішак · d4 білий пішак · f4 білий пішак · c3 біла тура · f3 білий кінь · c2 біла тура · g2 білий пішак · h2 білий пішак · c1 білий ферзь · g1 білий король | b8 чорна тура · f8 чорний король · a7 чорний пішак · c7 чорна тура · d7 чорний ферзь · e7 чорний кінь · g7 чорний пішак · a6 білий пішак · b6 чорний пішак · c6 чорний кінь · e6 чорний пішак · h6 чорний пішак · b5 білий слон · d5 чорний пішак · e5 білий пішак · f5 чорний пішак · b4 білий пішак · d4 білий пішак · f4 білий пішак · c3 біла тура · f3 білий кінь · c2 біла тура · g2 білий пішак · h2 білий пішак · c1 білий ферзь · g1 білий король | b8 чорна тура · f8 чорний король · a7 чорний пішак · c7 чорна тура · d7 чорний ферзь · e7 чорний кінь · g7 чорний пішак · a6 білий пішак · b6 чорний пішак · c6 чорний кінь · e6 чорний пішак · h6 чорний пішак · b5 білий слон · d5 чорний пішак · e5 білий пішак · f5 чорний пішак · b4 білий пішак · d4 білий пішак · f4 білий пішак · c3 біла тура · f3 білий кінь · c2 біла тура · g2 білий пішак · h2 білий пішак · c1 білий ферзь · g1 білий король | b8 чорна тура · f8 чорний король · a7 чорний пішак · c7 чорна тура · d7 чорний ферзь · e7 чорний кінь · g7 чорний пішак · a6 білий пішак · b6 чорний пішак · c6 чорний кінь · e6 чорний пішак · h6 чорний пішак · b5 білий слон · d5 чорний пішак · e5 білий пішак · f5 чорний пішак · b4 білий пішак · d4 білий пішак · f4 білий пішак · c3 біла тура · f3 білий кінь · c2 біла тура · g2 білий пішак · h2 білий пішак · c1 білий ферзь · g1 білий король | b8 чорна тура · f8 чорний король · a7 чорний пішак · c7 чорна тура · d7 чорний ферзь · e7 чорний кінь · g7 чорний пішак · a6 білий пішак · b6 чорний пішак · c6 чорний кінь · e6 чорний пішак · h6 чорний пішак · b5 білий слон · d5 чорний пішак · e5 білий пішак · f5 чорний пішак · b4 білий пішак · d4 білий пішак · f4 білий пішак · c3 біла тура · f3 білий кінь · c2 біла тура · g2 білий пішак · h2 білий пішак · c1 білий ферзь · g1 білий король | b8 чорна тура · f8 чорний король · a7 чорний пішак · c7 чорна тура · d7 чорний ферзь · e7 чорний кінь · g7 чорний пішак · a6 білий пішак · b6 чорний пішак · c6 чорний кінь · e6 чорний пішак · h6 чорний пішак · b5 білий слон · d5 чорний пішак · e5 білий пішак · f5 чорний пішак · b4 білий пішак · d4 білий пішак · f4 білий пішак · c3 біла тура · f3 білий кінь · c2 біла тура · g2 білий пішак · h2 білий пішак · c1 білий ферзь · g1 білий король | b8 чорна тура · f8 чорний король · a7 чорний пішак · c7 чорна тура · d7 чорний ферзь · e7 чорний кінь · g7 чорний пішак · a6 білий пішак · b6 чорний пішак · c6 чорний кінь · e6 чорний пішак · h6 чорний пішак · b5 білий слон · d5 чорний пішак · e5 білий пішак · f5 чорний пішак · b4 білий пішак · d4 білий пішак · f4 білий пішак · c3 біла тура · f3 білий кінь · c2 біла тура · g2 білий пішак · h2 білий пішак · c1 білий ферзь · g1 білий король | b8 чорна тура · f8 чорний король · a7 чорний пішак · c7 чорна тура · d7 чорний ферзь · e7 чорний кінь · g7 чорний пішак · a6 білий пішак · b6 чорний пішак · c6 чорний кінь · e6 чорний пішак · h6 чорний пішак · b5 білий слон · d5 чорний пішак · e5 білий пішак · f5 чорний пішак · b4 білий пішак · d4 білий пішак · f4 білий пішак · c3 біла тура · f3 білий кінь · c2 біла тура · g2 білий пішак · h2 білий пішак · c1 білий ферзь · g1 білий король | 8 |
| 7 | b8 чорна тура · f8 чорний король · a7 чорний пішак · c7 чорна тура · d7 чорний ферзь · e7 чорний кінь · g7 чорний пішак · a6 білий пішак · b6 чорний пішак · c6 чорний кінь · e6 чорний пішак · h6 чорний пішак · b5 білий слон · d5 чорний пішак · e5 білий пішак · f5 чорний пішак · b4 білий пішак · d4 білий пішак · f4 білий пішак · c3 біла тура · f3 білий кінь · c2 біла тура · g2 білий пішак · h2 білий пішак · c1 білий ферзь · g1 білий король | b8 чорна тура · f8 чорний король · a7 чорний пішак · c7 чорна тура · d7 чорний ферзь · e7 чорний кінь · g7 чорний пішак · a6 білий пішак · b6 чорний пішак · c6 чорний кінь · e6 чорний пішак · h6 чорний пішак · b5 білий слон · d5 чорний пішак · e5 білий пішак · f5 чорний пішак · b4 білий пішак · d4 білий пішак · f4 білий пішак · c3 біла тура · f3 білий кінь · c2 біла тура · g2 білий пішак · h2 білий пішак · c1 білий ферзь · g1 білий король | b8 чорна тура · f8 чорний король · a7 чорний пішак · c7 чорна тура · d7 чорний ферзь · e7 чорний кінь · g7 чорний пішак · a6 білий пішак · b6 чорний пішак · c6 чорний кінь · e6 чорний пішак · h6 чорний пішак · b5 білий слон · d5 чорний пішак · e5 білий пішак · f5 чорний пішак · b4 білий пішак · d4 білий пішак · f4 білий пішак · c3 біла тура · f3 білий кінь · c2 біла тура · g2 білий пішак · h2 білий пішак · c1 білий ферзь · g1 білий король | b8 чорна тура · f8 чорний король · a7 чорний пішак · c7 чорна тура · d7 чорний ферзь · e7 чорний кінь · g7 чорний пішак · a6 білий пішак · b6 чорний пішак · c6 чорний кінь · e6 чорний пішак · h6 чорний пішак · b5 білий слон · d5 чорний пішак · e5 білий пішак · f5 чорний пішак · b4 білий пішак · d4 білий пішак · f4 білий пішак · c3 біла тура · f3 білий кінь · c2 біла тура · g2 білий пішак · h2 білий пішак · c1 білий ферзь · g1 білий король | b8 чорна тура · f8 чорний король · a7 чорний пішак · c7 чорна тура · d7 чорний ферзь · e7 чорний кінь · g7 чорний пішак · a6 білий пішак · b6 чорний пішак · c6 чорний кінь · e6 чорний пішак · h6 чорний пішак · b5 білий слон · d5 чорний пішак · e5 білий пішак · f5 чорний пішак · b4 білий пішак · d4 білий пішак · f4 білий пішак · c3 біла тура · f3 білий кінь · c2 біла тура · g2 білий пішак · h2 білий пішак · c1 білий ферзь · g1 білий король | b8 чорна тура · f8 чорний король · a7 чорний пішак · c7 чорна тура · d7 чорний ферзь · e7 чорний кінь · g7 чорний пішак · a6 білий пішак · b6 чорний пішак · c6 чорний кінь · e6 чорний пішак · h6 чорний пішак · b5 білий слон · d5 чорний пішак · e5 білий пішак · f5 чорний пішак · b4 білий пішак · d4 білий пішак · f4 білий пішак · c3 біла тура · f3 білий кінь · c2 біла тура · g2 білий пішак · h2 білий пішак · c1 білий ферзь · g1 білий король | b8 чорна тура · f8 чорний король · a7 чорний пішак · c7 чорна тура · d7 чорний ферзь · e7 чорний кінь · g7 чорний пішак · a6 білий пішак · b6 чорний пішак · c6 чорний кінь · e6 чорний пішак · h6 чорний пішак · b5 білий слон · d5 чорний пішак · e5 білий пішак · f5 чорний пішак · b4 білий пішак · d4 білий пішак · f4 білий пішак · c3 біла тура · f3 білий кінь · c2 біла тура · g2 білий пішак · h2 білий пішак · c1 білий ферзь · g1 білий король | b8 чорна тура · f8 чорний король · a7 чорний пішак · c7 чорна тура · d7 чорний ферзь · e7 чорний кінь · g7 чорний пішак · a6 білий пішак · b6 чорний пішак · c6 чорний кінь · e6 чорний пішак · h6 чорний пішак · b5 білий слон · d5 чорний пішак · e5 білий пішак · f5 чорний пішак · b4 білий пішак · d4 білий пішак · f4 білий пішак · c3 біла тура · f3 білий кінь · c2 біла тура · g2 білий пішак · h2 білий пішак · c1 білий ферзь · g1 білий король | 7 |
| 6 | b8 чорна тура · f8 чорний король · a7 чорний пішак · c7 чорна тура · d7 чорний ферзь · e7 чорний кінь · g7 чорний пішак · a6 білий пішак · b6 чорний пішак · c6 чорний кінь · e6 чорний пішак · h6 чорний пішак · b5 білий слон · d5 чорний пішак · e5 білий пішак · f5 чорний пішак · b4 білий пішак · d4 білий пішак · f4 білий пішак · c3 біла тура · f3 білий кінь · c2 біла тура · g2 білий пішак · h2 білий пішак · c1 білий ферзь · g1 білий король | b8 чорна тура · f8 чорний король · a7 чорний пішак · c7 чорна тура · d7 чорний ферзь · e7 чорний кінь · g7 чорний пішак · a6 білий пішак · b6 чорний пішак · c6 чорний кінь · e6 чорний пішак · h6 чорний пішак · b5 білий слон · d5 чорний пішак · e5 білий пішак · f5 чорний пішак · b4 білий пішак · d4 білий пішак · f4 білий пішак · c3 біла тура · f3 білий кінь · c2 біла тура · g2 білий пішак · h2 білий пішак · c1 білий ферзь · g1 білий король | b8 чорна тура · f8 чорний король · a7 чорний пішак · c7 чорна тура · d7 чорний ферзь · e7 чорний кінь · g7 чорний пішак · a6 білий пішак · b6 чорний пішак · c6 чорний кінь · e6 чорний пішак · h6 чорний пішак · b5 білий слон · d5 чорний пішак · e5 білий пішак · f5 чорний пішак · b4 білий пішак · d4 білий пішак · f4 білий пішак · c3 біла тура · f3 білий кінь · c2 біла тура · g2 білий пішак · h2 білий пішак · c1 білий ферзь · g1 білий король | b8 чорна тура · f8 чорний король · a7 чорний пішак · c7 чорна тура · d7 чорний ферзь · e7 чорний кінь · g7 чорний пішак · a6 білий пішак · b6 чорний пішак · c6 чорний кінь · e6 чорний пішак · h6 чорний пішак · b5 білий слон · d5 чорний пішак · e5 білий пішак · f5 чорний пішак · b4 білий пішак · d4 білий пішак · f4 білий пішак · c3 біла тура · f3 білий кінь · c2 біла тура · g2 білий пішак · h2 білий пішак · c1 білий ферзь · g1 білий король | b8 чорна тура · f8 чорний король · a7 чорний пішак · c7 чорна тура · d7 чорний ферзь · e7 чорний кінь · g7 чорний пішак · a6 білий пішак · b6 чорний пішак · c6 чорний кінь · e6 чорний пішак · h6 чорний пішак · b5 білий слон · d5 чорний пішак · e5 білий пішак · f5 чорний пішак · b4 білий пішак · d4 білий пішак · f4 білий пішак · c3 біла тура · f3 білий кінь · c2 біла тура · g2 білий пішак · h2 білий пішак · c1 білий ферзь · g1 білий король | b8 чорна тура · f8 чорний король · a7 чорний пішак · c7 чорна тура · d7 чорний ферзь · e7 чорний кінь · g7 чорний пішак · a6 білий пішак · b6 чорний пішак · c6 чорний кінь · e6 чорний пішак · h6 чорний пішак · b5 білий слон · d5 чорний пішак · e5 білий пішак · f5 чорний пішак · b4 білий пішак · d4 білий пішак · f4 білий пішак · c3 біла тура · f3 білий кінь · c2 біла тура · g2 білий пішак · h2 білий пішак · c1 білий ферзь · g1 білий король | b8 чорна тура · f8 чорний король · a7 чорний пішак · c7 чорна тура · d7 чорний ферзь · e7 чорний кінь · g7 чорний пішак · a6 білий пішак · b6 чорний пішак · c6 чорний кінь · e6 чорний пішак · h6 чорний пішак · b5 білий слон · d5 чорний пішак · e5 білий пішак · f5 чорний пішак · b4 білий пішак · d4 білий пішак · f4 білий пішак · c3 біла тура · f3 білий кінь · c2 біла тура · g2 білий пішак · h2 білий пішак · c1 білий ферзь · g1 білий король | b8 чорна тура · f8 чорний король · a7 чорний пішак · c7 чорна тура · d7 чорний ферзь · e7 чорний кінь · g7 чорний пішак · a6 білий пішак · b6 чорний пішак · c6 чорний кінь · e6 чорний пішак · h6 чорний пішак · b5 білий слон · d5 чорний пішак · e5 білий пішак · f5 чорний пішак · b4 білий пішак · d4 білий пішак · f4 білий пішак · c3 біла тура · f3 білий кінь · c2 біла тура · g2 білий пішак · h2 білий пішак · c1 білий ферзь · g1 білий король | 6 |
| 5 | b8 чорна тура · f8 чорний король · a7 чорний пішак · c7 чорна тура · d7 чорний ферзь · e7 чорний кінь · g7 чорний пішак · a6 білий пішак · b6 чорний пішак · c6 чорний кінь · e6 чорний пішак · h6 чорний пішак · b5 білий слон · d5 чорний пішак · e5 білий пішак · f5 чорний пішак · b4 білий пішак · d4 білий пішак · f4 білий пішак · c3 біла тура · f3 білий кінь · c2 біла тура · g2 білий пішак · h2 білий пішак · c1 білий ферзь · g1 білий король | b8 чорна тура · f8 чорний король · a7 чорний пішак · c7 чорна тура · d7 чорний ферзь · e7 чорний кінь · g7 чорний пішак · a6 білий пішак · b6 чорний пішак · c6 чорний кінь · e6 чорний пішак · h6 чорний пішак · b5 білий слон · d5 чорний пішак · e5 білий пішак · f5 чорний пішак · b4 білий пішак · d4 білий пішак · f4 білий пішак · c3 біла тура · f3 білий кінь · c2 біла тура · g2 білий пішак · h2 білий пішак · c1 білий ферзь · g1 білий король | b8 чорна тура · f8 чорний король · a7 чорний пішак · c7 чорна тура · d7 чорний ферзь · e7 чорний кінь · g7 чорний пішак · a6 білий пішак · b6 чорний пішак · c6 чорний кінь · e6 чорний пішак · h6 чорний пішак · b5 білий слон · d5 чорний пішак · e5 білий пішак · f5 чорний пішак · b4 білий пішак · d4 білий пішак · f4 білий пішак · c3 біла тура · f3 білий кінь · c2 біла тура · g2 білий пішак · h2 білий пішак · c1 білий ферзь · g1 білий король | b8 чорна тура · f8 чорний король · a7 чорний пішак · c7 чорна тура · d7 чорний ферзь · e7 чорний кінь · g7 чорний пішак · a6 білий пішак · b6 чорний пішак · c6 чорний кінь · e6 чорний пішак · h6 чорний пішак · b5 білий слон · d5 чорний пішак · e5 білий пішак · f5 чорний пішак · b4 білий пішак · d4 білий пішак · f4 білий пішак · c3 біла тура · f3 білий кінь · c2 біла тура · g2 білий пішак · h2 білий пішак · c1 білий ферзь · g1 білий король | b8 чорна тура · f8 чорний король · a7 чорний пішак · c7 чорна тура · d7 чорний ферзь · e7 чорний кінь · g7 чорний пішак · a6 білий пішак · b6 чорний пішак · c6 чорний кінь · e6 чорний пішак · h6 чорний пішак · b5 білий слон · d5 чорний пішак · e5 білий пішак · f5 чорний пішак · b4 білий пішак · d4 білий пішак · f4 білий пішак · c3 біла тура · f3 білий кінь · c2 біла тура · g2 білий пішак · h2 білий пішак · c1 білий ферзь · g1 білий король | b8 чорна тура · f8 чорний король · a7 чорний пішак · c7 чорна тура · d7 чорний ферзь · e7 чорний кінь · g7 чорний пішак · a6 білий пішак · b6 чорний пішак · c6 чорний кінь · e6 чорний пішак · h6 чорний пішак · b5 білий слон · d5 чорний пішак · e5 білий пішак · f5 чорний пішак · b4 білий пішак · d4 білий пішак · f4 білий пішак · c3 біла тура · f3 білий кінь · c2 біла тура · g2 білий пішак · h2 білий пішак · c1 білий ферзь · g1 білий король | b8 чорна тура · f8 чорний король · a7 чорний пішак · c7 чорна тура · d7 чорний ферзь · e7 чорний кінь · g7 чорний пішак · a6 білий пішак · b6 чорний пішак · c6 чорний кінь · e6 чорний пішак · h6 чорний пішак · b5 білий слон · d5 чорний пішак · e5 білий пішак · f5 чорний пішак · b4 білий пішак · d4 білий пішак · f4 білий пішак · c3 біла тура · f3 білий кінь · c2 біла тура · g2 білий пішак · h2 білий пішак · c1 білий ферзь · g1 білий король | b8 чорна тура · f8 чорний король · a7 чорний пішак · c7 чорна тура · d7 чорний ферзь · e7 чорний кінь · g7 чорний пішак · a6 білий пішак · b6 чорний пішак · c6 чорний кінь · e6 чорний пішак · h6 чорний пішак · b5 білий слон · d5 чорний пішак · e5 білий пішак · f5 чорний пішак · b4 білий пішак · d4 білий пішак · f4 білий пішак · c3 біла тура · f3 білий кінь · c2 біла тура · g2 білий пішак · h2 білий пішак · c1 білий ферзь · g1 білий король | 5 |
| 4 | b8 чорна тура · f8 чорний король · a7 чорний пішак · c7 чорна тура · d7 чорний ферзь · e7 чорний кінь · g7 чорний пішак · a6 білий пішак · b6 чорний пішак · c6 чорний кінь · e6 чорний пішак · h6 чорний пішак · b5 білий слон · d5 чорний пішак · e5 білий пішак · f5 чорний пішак · b4 білий пішак · d4 білий пішак · f4 білий пішак · c3 біла тура · f3 білий кінь · c2 біла тура · g2 білий пішак · h2 білий пішак · c1 білий ферзь · g1 білий король | b8 чорна тура · f8 чорний король · a7 чорний пішак · c7 чорна тура · d7 чорний ферзь · e7 чорний кінь · g7 чорний пішак · a6 білий пішак · b6 чорний пішак · c6 чорний кінь · e6 чорний пішак · h6 чорний пішак · b5 білий слон · d5 чорний пішак · e5 білий пішак · f5 чорний пішак · b4 білий пішак · d4 білий пішак · f4 білий пішак · c3 біла тура · f3 білий кінь · c2 біла тура · g2 білий пішак · h2 білий пішак · c1 білий ферзь · g1 білий король | b8 чорна тура · f8 чорний король · a7 чорний пішак · c7 чорна тура · d7 чорний ферзь · e7 чорний кінь · g7 чорний пішак · a6 білий пішак · b6 чорний пішак · c6 чорний кінь · e6 чорний пішак · h6 чорний пішак · b5 білий слон · d5 чорний пішак · e5 білий пішак · f5 чорний пішак · b4 білий пішак · d4 білий пішак · f4 білий пішак · c3 біла тура · f3 білий кінь · c2 біла тура · g2 білий пішак · h2 білий пішак · c1 білий ферзь · g1 білий король | b8 чорна тура · f8 чорний король · a7 чорний пішак · c7 чорна тура · d7 чорний ферзь · e7 чорний кінь · g7 чорний пішак · a6 білий пішак · b6 чорний пішак · c6 чорний кінь · e6 чорний пішак · h6 чорний пішак · b5 білий слон · d5 чорний пішак · e5 білий пішак · f5 чорний пішак · b4 білий пішак · d4 білий пішак · f4 білий пішак · c3 біла тура · f3 білий кінь · c2 біла тура · g2 білий пішак · h2 білий пішак · c1 білий ферзь · g1 білий король | b8 чорна тура · f8 чорний король · a7 чорний пішак · c7 чорна тура · d7 чорний ферзь · e7 чорний кінь · g7 чорний пішак · a6 білий пішак · b6 чорний пішак · c6 чорний кінь · e6 чорний пішак · h6 чорний пішак · b5 білий слон · d5 чорний пішак · e5 білий пішак · f5 чорний пішак · b4 білий пішак · d4 білий пішак · f4 білий пішак · c3 біла тура · f3 білий кінь · c2 біла тура · g2 білий пішак · h2 білий пішак · c1 білий ферзь · g1 білий король | b8 чорна тура · f8 чорний король · a7 чорний пішак · c7 чорна тура · d7 чорний ферзь · e7 чорний кінь · g7 чорний пішак · a6 білий пішак · b6 чорний пішак · c6 чорний кінь · e6 чорний пішак · h6 чорний пішак · b5 білий слон · d5 чорний пішак · e5 білий пішак · f5 чорний пішак · b4 білий пішак · d4 білий пішак · f4 білий пішак · c3 біла тура · f3 білий кінь · c2 біла тура · g2 білий пішак · h2 білий пішак · c1 білий ферзь · g1 білий король | b8 чорна тура · f8 чорний король · a7 чорний пішак · c7 чорна тура · d7 чорний ферзь · e7 чорний кінь · g7 чорний пішак · a6 білий пішак · b6 чорний пішак · c6 чорний кінь · e6 чорний пішак · h6 чорний пішак · b5 білий слон · d5 чорний пішак · e5 білий пішак · f5 чорний пішак · b4 білий пішак · d4 білий пішак · f4 білий пішак · c3 біла тура · f3 білий кінь · c2 біла тура · g2 білий пішак · h2 білий пішак · c1 білий ферзь · g1 білий король | b8 чорна тура · f8 чорний король · a7 чорний пішак · c7 чорна тура · d7 чорний ферзь · e7 чорний кінь · g7 чорний пішак · a6 білий пішак · b6 чорний пішак · c6 чорний кінь · e6 чорний пішак · h6 чорний пішак · b5 білий слон · d5 чорний пішак · e5 білий пішак · f5 чорний пішак · b4 білий пішак · d4 білий пішак · f4 білий пішак · c3 біла тура · f3 білий кінь · c2 біла тура · g2 білий пішак · h2 білий пішак · c1 білий ферзь · g1 білий король | 4 |
| 3 | b8 чорна тура · f8 чорний король · a7 чорний пішак · c7 чорна тура · d7 чорний ферзь · e7 чорний кінь · g7 чорний пішак · a6 білий пішак · b6 чорний пішак · c6 чорний кінь · e6 чорний пішак · h6 чорний пішак · b5 білий слон · d5 чорний пішак · e5 білий пішак · f5 чорний пішак · b4 білий пішак · d4 білий пішак · f4 білий пішак · c3 біла тура · f3 білий кінь · c2 біла тура · g2 білий пішак · h2 білий пішак · c1 білий ферзь · g1 білий король | b8 чорна тура · f8 чорний король · a7 чорний пішак · c7 чорна тура · d7 чорний ферзь · e7 чорний кінь · g7 чорний пішак · a6 білий пішак · b6 чорний пішак · c6 чорний кінь · e6 чорний пішак · h6 чорний пішак · b5 білий слон · d5 чорний пішак · e5 білий пішак · f5 чорний пішак · b4 білий пішак · d4 білий пішак · f4 білий пішак · c3 біла тура · f3 білий кінь · c2 біла тура · g2 білий пішак · h2 білий пішак · c1 білий ферзь · g1 білий король | b8 чорна тура · f8 чорний король · a7 чорний пішак · c7 чорна тура · d7 чорний ферзь · e7 чорний кінь · g7 чорний пішак · a6 білий пішак · b6 чорний пішак · c6 чорний кінь · e6 чорний пішак · h6 чорний пішак · b5 білий слон · d5 чорний пішак · e5 білий пішак · f5 чорний пішак · b4 білий пішак · d4 білий пішак · f4 білий пішак · c3 біла тура · f3 білий кінь · c2 біла тура · g2 білий пішак · h2 білий пішак · c1 білий ферзь · g1 білий король | b8 чорна тура · f8 чорний король · a7 чорний пішак · c7 чорна тура · d7 чорний ферзь · e7 чорний кінь · g7 чорний пішак · a6 білий пішак · b6 чорний пішак · c6 чорний кінь · e6 чорний пішак · h6 чорний пішак · b5 білий слон · d5 чорний пішак · e5 білий пішак · f5 чорний пішак · b4 білий пішак · d4 білий пішак · f4 білий пішак · c3 біла тура · f3 білий кінь · c2 біла тура · g2 білий пішак · h2 білий пішак · c1 білий ферзь · g1 білий король | b8 чорна тура · f8 чорний король · a7 чорний пішак · c7 чорна тура · d7 чорний ферзь · e7 чорний кінь · g7 чорний пішак · a6 білий пішак · b6 чорний пішак · c6 чорний кінь · e6 чорний пішак · h6 чорний пішак · b5 білий слон · d5 чорний пішак · e5 білий пішак · f5 чорний пішак · b4 білий пішак · d4 білий пішак · f4 білий пішак · c3 біла тура · f3 білий кінь · c2 біла тура · g2 білий пішак · h2 білий пішак · c1 білий ферзь · g1 білий король | b8 чорна тура · f8 чорний король · a7 чорний пішак · c7 чорна тура · d7 чорний ферзь · e7 чорний кінь · g7 чорний пішак · a6 білий пішак · b6 чорний пішак · c6 чорний кінь · e6 чорний пішак · h6 чорний пішак · b5 білий слон · d5 чорний пішак · e5 білий пішак · f5 чорний пішак · b4 білий пішак · d4 білий пішак · f4 білий пішак · c3 біла тура · f3 білий кінь · c2 біла тура · g2 білий пішак · h2 білий пішак · c1 білий ферзь · g1 білий король | b8 чорна тура · f8 чорний король · a7 чорний пішак · c7 чорна тура · d7 чорний ферзь · e7 чорний кінь · g7 чорний пішак · a6 білий пішак · b6 чорний пішак · c6 чорний кінь · e6 чорний пішак · h6 чорний пішак · b5 білий слон · d5 чорний пішак · e5 білий пішак · f5 чорний пішак · b4 білий пішак · d4 білий пішак · f4 білий пішак · c3 біла тура · f3 білий кінь · c2 біла тура · g2 білий пішак · h2 білий пішак · c1 білий ферзь · g1 білий король | b8 чорна тура · f8 чорний король · a7 чорний пішак · c7 чорна тура · d7 чорний ферзь · e7 чорний кінь · g7 чорний пішак · a6 білий пішак · b6 чорний пішак · c6 чорний кінь · e6 чорний пішак · h6 чорний пішак · b5 білий слон · d5 чорний пішак · e5 білий пішак · f5 чорний пішак · b4 білий пішак · d4 білий пішак · f4 білий пішак · c3 біла тура · f3 білий кінь · c2 біла тура · g2 білий пішак · h2 білий пішак · c1 білий ферзь · g1 білий король | 3 |
| 2 | b8 чорна тура · f8 чорний король · a7 чорний пішак · c7 чорна тура · d7 чорний ферзь · e7 чорний кінь · g7 чорний пішак · a6 білий пішак · b6 чорний пішак · c6 чорний кінь · e6 чорний пішак · h6 чорний пішак · b5 білий слон · d5 чорний пішак · e5 білий пішак · f5 чорний пішак · b4 білий пішак · d4 білий пішак · f4 білий пішак · c3 біла тура · f3 білий кінь · c2 біла тура · g2 білий пішак · h2 білий пішак · c1 білий ферзь · g1 білий король | b8 чорна тура · f8 чорний король · a7 чорний пішак · c7 чорна тура · d7 чорний ферзь · e7 чорний кінь · g7 чорний пішак · a6 білий пішак · b6 чорний пішак · c6 чорний кінь · e6 чорний пішак · h6 чорний пішак · b5 білий слон · d5 чорний пішак · e5 білий пішак · f5 чорний пішак · b4 білий пішак · d4 білий пішак · f4 білий пішак · c3 біла тура · f3 білий кінь · c2 біла тура · g2 білий пішак · h2 білий пішак · c1 білий ферзь · g1 білий король | b8 чорна тура · f8 чорний король · a7 чорний пішак · c7 чорна тура · d7 чорний ферзь · e7 чорний кінь · g7 чорний пішак · a6 білий пішак · b6 чорний пішак · c6 чорний кінь · e6 чорний пішак · h6 чорний пішак · b5 білий слон · d5 чорний пішак · e5 білий пішак · f5 чорний пішак · b4 білий пішак · d4 білий пішак · f4 білий пішак · c3 біла тура · f3 білий кінь · c2 біла тура · g2 білий пішак · h2 білий пішак · c1 білий ферзь · g1 білий король | b8 чорна тура · f8 чорний король · a7 чорний пішак · c7 чорна тура · d7 чорний ферзь · e7 чорний кінь · g7 чорний пішак · a6 білий пішак · b6 чорний пішак · c6 чорний кінь · e6 чорний пішак · h6 чорний пішак · b5 білий слон · d5 чорний пішак · e5 білий пішак · f5 чорний пішак · b4 білий пішак · d4 білий пішак · f4 білий пішак · c3 біла тура · f3 білий кінь · c2 біла тура · g2 білий пішак · h2 білий пішак · c1 білий ферзь · g1 білий король | b8 чорна тура · f8 чорний король · a7 чорний пішак · c7 чорна тура · d7 чорний ферзь · e7 чорний кінь · g7 чорний пішак · a6 білий пішак · b6 чорний пішак · c6 чорний кінь · e6 чорний пішак · h6 чорний пішак · b5 білий слон · d5 чорний пішак · e5 білий пішак · f5 чорний пішак · b4 білий пішак · d4 білий пішак · f4 білий пішак · c3 біла тура · f3 білий кінь · c2 біла тура · g2 білий пішак · h2 білий пішак · c1 білий ферзь · g1 білий король | b8 чорна тура · f8 чорний король · a7 чорний пішак · c7 чорна тура · d7 чорний ферзь · e7 чорний кінь · g7 чорний пішак · a6 білий пішак · b6 чорний пішак · c6 чорний кінь · e6 чорний пішак · h6 чорний пішак · b5 білий слон · d5 чорний пішак · e5 білий пішак · f5 чорний пішак · b4 білий пішак · d4 білий пішак · f4 білий пішак · c3 біла тура · f3 білий кінь · c2 біла тура · g2 білий пішак · h2 білий пішак · c1 білий ферзь · g1 білий король | b8 чорна тура · f8 чорний король · a7 чорний пішак · c7 чорна тура · d7 чорний ферзь · e7 чорний кінь · g7 чорний пішак · a6 білий пішак · b6 чорний пішак · c6 чорний кінь · e6 чорний пішак · h6 чорний пішак · b5 білий слон · d5 чорний пішак · e5 білий пішак · f5 чорний пішак · b4 білий пішак · d4 білий пішак · f4 білий пішак · c3 біла тура · f3 білий кінь · c2 біла тура · g2 білий пішак · h2 білий пішак · c1 білий ферзь · g1 білий король | b8 чорна тура · f8 чорний король · a7 чорний пішак · c7 чорна тура · d7 чорний ферзь · e7 чорний кінь · g7 чорний пішак · a6 білий пішак · b6 чорний пішак · c6 чорний кінь · e6 чорний пішак · h6 чорний пішак · b5 білий слон · d5 чорний пішак · e5 білий пішак · f5 чорний пішак · b4 білий пішак · d4 білий пішак · f4 білий пішак · c3 біла тура · f3 білий кінь · c2 біла тура · g2 білий пішак · h2 білий пішак · c1 білий ферзь · g1 білий король | 2 |
| 1 | b8 чорна тура · f8 чорний король · a7 чорний пішак · c7 чорна тура · d7 чорний ферзь · e7 чорний кінь · g7 чорний пішак · a6 білий пішак · b6 чорний пішак · c6 чорний кінь · e6 чорний пішак · h6 чорний пішак · b5 білий слон · d5 чорний пішак · e5 білий пішак · f5 чорний пішак · b4 білий пішак · d4 білий пішак · f4 білий пішак · c3 біла тура · f3 білий кінь · c2 біла тура · g2 білий пішак · h2 білий пішак · c1 білий ферзь · g1 білий король | b8 чорна тура · f8 чорний король · a7 чорний пішак · c7 чорна тура · d7 чорний ферзь · e7 чорний кінь · g7 чорний пішак · a6 білий пішак · b6 чорний пішак · c6 чорний кінь · e6 чорний пішак · h6 чорний пішак · b5 білий слон · d5 чорний пішак · e5 білий пішак · f5 чорний пішак · b4 білий пішак · d4 білий пішак · f4 білий пішак · c3 біла тура · f3 білий кінь · c2 біла тура · g2 білий пішак · h2 білий пішак · c1 білий ферзь · g1 білий король | b8 чорна тура · f8 чорний король · a7 чорний пішак · c7 чорна тура · d7 чорний ферзь · e7 чорний кінь · g7 чорний пішак · a6 білий пішак · b6 чорний пішак · c6 чорний кінь · e6 чорний пішак · h6 чорний пішак · b5 білий слон · d5 чорний пішак · e5 білий пішак · f5 чорний пішак · b4 білий пішак · d4 білий пішак · f4 білий пішак · c3 біла тура · f3 білий кінь · c2 біла тура · g2 білий пішак · h2 білий пішак · c1 білий ферзь · g1 білий король | b8 чорна тура · f8 чорний король · a7 чорний пішак · c7 чорна тура · d7 чорний ферзь · e7 чорний кінь · g7 чорний пішак · a6 білий пішак · b6 чорний пішак · c6 чорний кінь · e6 чорний пішак · h6 чорний пішак · b5 білий слон · d5 чорний пішак · e5 білий пішак · f5 чорний пішак · b4 білий пішак · d4 білий пішак · f4 білий пішак · c3 біла тура · f3 білий кінь · c2 біла тура · g2 білий пішак · h2 білий пішак · c1 білий ферзь · g1 білий король | b8 чорна тура · f8 чорний король · a7 чорний пішак · c7 чорна тура · d7 чорний ферзь · e7 чорний кінь · g7 чорний пішак · a6 білий пішак · b6 чорний пішак · c6 чорний кінь · e6 чорний пішак · h6 чорний пішак · b5 білий слон · d5 чорний пішак · e5 білий пішак · f5 чорний пішак · b4 білий пішак · d4 білий пішак · f4 білий пішак · c3 біла тура · f3 білий кінь · c2 біла тура · g2 білий пішак · h2 білий пішак · c1 білий ферзь · g1 білий король | b8 чорна тура · f8 чорний король · a7 чорний пішак · c7 чорна тура · d7 чорний ферзь · e7 чорний кінь · g7 чорний пішак · a6 білий пішак · b6 чорний пішак · c6 чорний кінь · e6 чорний пішак · h6 чорний пішак · b5 білий слон · d5 чорний пішак · e5 білий пішак · f5 чорний пішак · b4 білий пішак · d4 білий пішак · f4 білий пішак · c3 біла тура · f3 білий кінь · c2 біла тура · g2 білий пішак · h2 білий пішак · c1 білий ферзь · g1 білий король | b8 чорна тура · f8 чорний король · a7 чорний пішак · c7 чорна тура · d7 чорний ферзь · e7 чорний кінь · g7 чорний пішак · a6 білий пішак · b6 чорний пішак · c6 чорний кінь · e6 чорний пішак · h6 чорний пішак · b5 білий слон · d5 чорний пішак · e5 білий пішак · f5 чорний пішак · b4 білий пішак · d4 білий пішак · f4 білий пішак · c3 біла тура · f3 білий кінь · c2 біла тура · g2 білий пішак · h2 білий пішак · c1 білий ферзь · g1 білий король | b8 чорна тура · f8 чорний король · a7 чорний пішак · c7 чорна тура · d7 чорний ферзь · e7 чорний кінь · g7 чорний пішак · a6 білий пішак · b6 чорний пішак · c6 чорний кінь · e6 чорний пішак · h6 чорний пішак · b5 білий слон · d5 чорний пішак · e5 білий пішак · f5 чорний пішак · b4 білий пішак · d4 білий пішак · f4 білий пішак · c3 біла тура · f3 білий кінь · c2 біла тура · g2 білий пішак · h2 білий пішак · c1 білий ферзь · g1 білий король | 1 |
|   | a | b | c | d | e | f | g | h |   |

Гармата Алехіна — один із різновидів батареї в шахах, названий на честь колишнього Чемпіона світу з шахів Олександра Алехіна. Таке розташування фігур трапилось у його грі проти Арона Німцовича в Санремо 1930, що закінчилась перемогою Алехіна.
Ідея полягає в розміщенні двох тур, притиснутих одна до одної, та ферзя позаду них. Така конструкція може призвести до серйозних матеріальних втрат з боку суперника і зазвичай означає початок заключного штурму (в позиції на діаграмі залишається тільки чотири ходи до здачі). У рідкісних випадках гармата Алехіна може складатися з двох ферзів і однієї тури.

## Гра, яка дала назву "гарматі Алехіна"
Олександр Алехін проти Арона Німцовича:
1. e4 e6 2. d4 d5 3. Nc3 Bb4 4. e5 c5 5. Bd2 Ne7 6. Nb5 Bxd2+ 7. Qxd2 0-0 8. c3 b6 9. f4 Ba6 10. Nf3 Qd 7 11. a4 Nbc6 12. b4 cxb4 13. cxb4 Bb7 14. Nd6 f5 15. a5 Nc8 16. Nxb7 Qxb7 17. a6 Qf7 18. Bb5 N8e7 19. 0 = 0 h6 20. Rfc1 Rfc8 21. Rc2 Qe8? 22. Rac1 Раб8 23. Qe3 Rc7 24. Rc3 Qd7 25. R1c2 Kf8 26. Qc1 
(Див діаграму. В цей момент Алехін створив гармату.) 
26.... Rbc8 27. Ba4
(Погрожуючи 28. b5, з виграшем зв'язаного коня) 
27.... b5 28. Bxb5 Ke8 29. Ba4 Kd8 
(Охороняючи c7, щоб кінь міг відійти у випадку 30. b5) 
30. h4!
(Але тепер всі фігури чорних вимушені брати участь у захисті від гармати.) 
30.... h5 31. Kh2 g6 32. g3 (Цугцванг) 1-0
Шість років по тому, 1936, Алехін переміг Вільяма Вінтера в Ноттінгемі, знову застосувавши цей різновид батареї. З тих пір шахісти навчилися краще використовувати цей різновид шахової тактики, але вміють і краще захищатись від нього. Тим не менш, все ще зустрічаються виграші й поразки спричинені ним.